# بنتاداس
بنتاداس (بالبرتغالية: Pintadas‏)؛ بلدية في ولاية باهيا في المنطقة الشمالية الشرقية من البرازيل.

## روابط خارجية
- الموقع الرسمي